# Arna Mer-Chamis

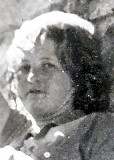
Arna Mer-Chamis

Arna Mer-Chamis (* 20. März 1929 in Rosch Pina; † 15. Februar 1995; hebräisch ארנה מר ח'מיס) war eine israelische Menschenrechtsaktivistin und Preisträgerin des Right Livelihood Award.

## Leben
Mer wurde in Rosch Pina in Palästina geboren, ihr Vater war Professor Gideon Mer, ein jüdischer Forscher, der sich vor allem mit der Malaria-Bekämpfung befasste. Als 16-Jährige trat sie dem paramilitärischen Palmach bei und bekleidete sich mit der Kufiya. Nach dem Palästinakrieg im Jahre 1948 trat sie der Kommunistischen Partei bei und heiratete den „Roten Boss“ von Nazareth, den Gewerkschafter Saliba Chamis.
Das Paar lebte in einer Parteimission in Prag, wo Saliba an der Zeitschrift Probleme des Friedens und des Sozialismus mitarbeitete. Die drei Söhne Juliano, Spartakus und Abir sind dort und in Moskau aufgewachsen.
Seit der Besetzung des Westjordanlandes und des Gazastreifens nach 1967 wurde sie mehrmals wegen ihrer politischen Aktivitäten verhaftet. Während der Ersten Intifada schloss das israelische Militär alle Schulen für lange Zeit. Arna ging ins Flüchtlingslager von Dschenin und öffnete dort eine Schule mit unkonventionellen Methoden. Unter anderem gründete sie auch eine Theatergruppe und bis 1993, als Arna in Stockholm mit dem Right Livelihood Award ausgezeichnet wurde, wuchs ihre Institution auf 1500 Kinder, 15 Angestellte und 25 Volontäre.
Später erkrankte sie an Krebs und starb im Februar 1995.
Ihr Sohn Juliano war bei ihrer Arbeit in Dschenin dabei und porträtierte sie in seinem Film Arnas Kinder vom Jahr 2004.
Ein anderes Porträt findet sich im Roman Zivilschutz von Sami Michael, der auch Mitglied der Partei war und das Paar Mer-Chamis gut kannte.

## Filme
- Arnas Kinder, Dokumentation, 2004, 84 min.